# Macbook Air

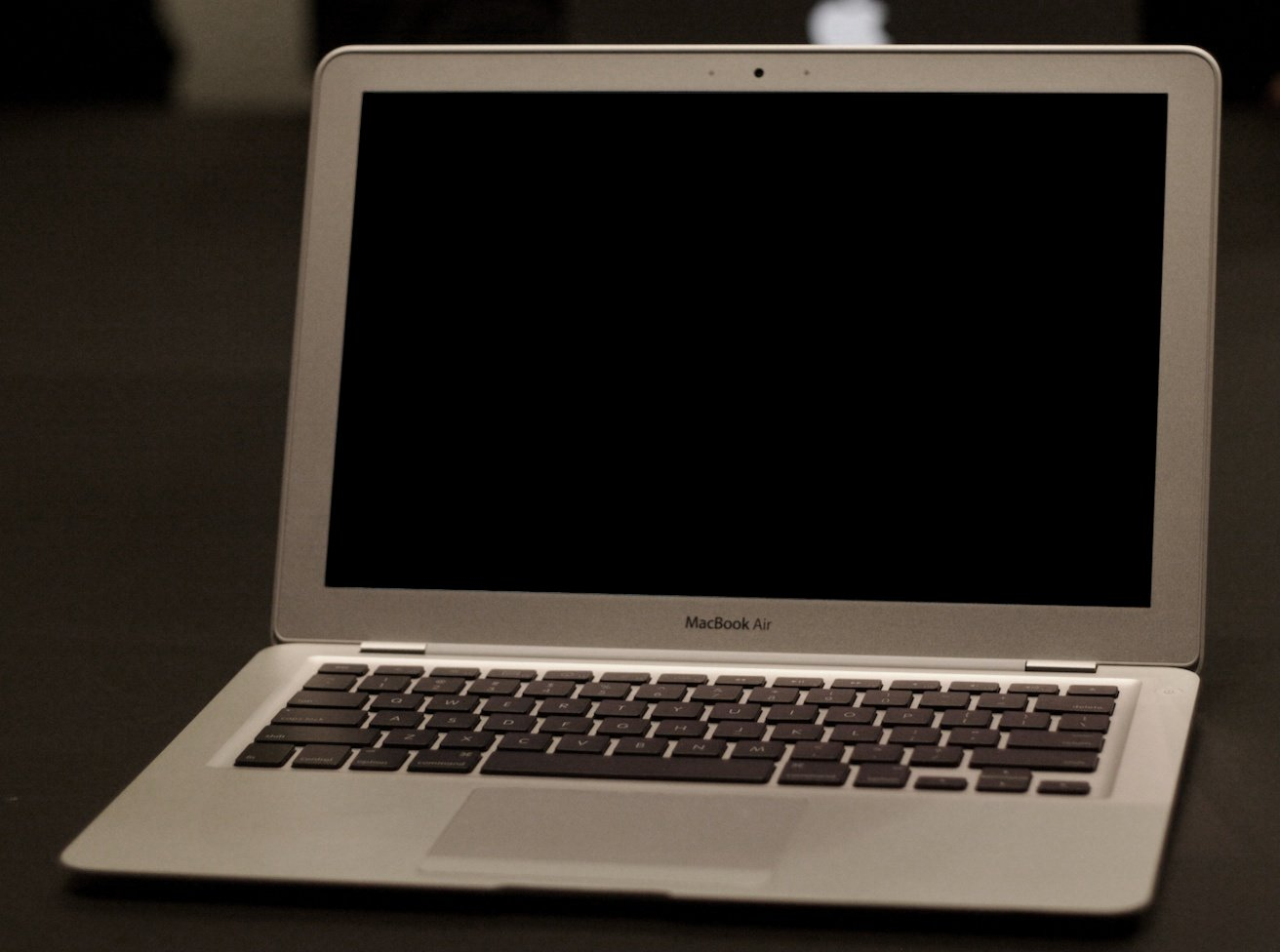
En Macbook Air.

Macbook Air är en familj av bärbara Macintoshdatorer från Apple Inc. Den första versionen var en 13,3"-modell som lanserades vid Macworld den 15 januari 2008 och presenterades då som världens tunnaste notebook, då den var ca 2 mm tunnare på det tjockaste och tunnaste stället än den tidigare rekordhållaren Sony Vaio X515 från 2004.
Den 20 oktober 2010 släppte Apple en omdesignad modell med bland annat förbättrad skärmupplösning, batteri och en flashdisk istället för en hårddisk. I samband med detta lanserade de också en ny mindre 11,6"-modell som var tänkt att vara en netbook med bättre prestanda än konkurrerande system.
Den 20 juli 2011 uppdaterades de äldre modellerna med nya tvåkärniga Intel Core i5 och i7 processorer, bakbelyst tangentbord samt Thunderboltportar. Denna dator uppdaterades med ny processor 2012, 2013, 2015 och 2017 innan en ny omdesignad modell lanserades 2018.

## Baserad på Intel

### Ursprunglig (2008–2009)
Steve Jobs presenterade MacBook Air under Apples huvudpresentation på Macworld-konferensen den 15 januari 2008. Den första MacBook Air var en 13,3-tums modell som initialt marknadsfördes som världens tunnaste bärbara dator med en tjocklek på 1,9 cm (0,75 tum) (en tidigare rekordhållare, Toshibas Portégé R200 från 2005, var 1,98 cm (0,78 tum) hög). Den hade en anpassad Intel Merom CPU och Intel GMA GPU som var 40% mindre än den vanliga chip-paketet. Den hade också en anti-glansig LED belyst skärm, ett tangentbord i full storlek och en stor styrplatta som reagerade på multi-touch-rörelser som nypning, svepning och rotation.
MacBook Air var den första subkompakta bärbara datorn som erbjöds av Apple efter att 12-tums PowerBook G4 avslutades 2006. Det var också Apples första dator med en valfri solid-state drive. Det var den sista Macen som använde en PATA lagringsenhet och den enda med en Intel CPU. För att spara utrymme använde den den 1,8-tums enheten som användes i iPod Classic istället för den vanliga 2,5-tums enheten. Det var Apples första bärbara dator sedan PowerBook 2400c utan en inbyggd utbytbar media-enhet. För att läsa optiska skivor kunde användarna antingen köpa en extern USB-enhet som Apples SuperDrive eller använda den medföljande Remote Disc-programvaran för att trådlöst komma åt en annan dators enhet där programmet är installerat. MacBook Air inkluderade inte heller en FireWire-port, Ethernet-port, line-in eller en Kensington Security Slot.
Den 14 oktober 2008 annonserades en ny modell med en lågspänningsprocessor av typen Penryn och Nvidia GeForce-grafik. Lagringskapaciteten ökades till en 128 GB SSD eller en 120 GB HDD, och den tidigare micro-DVI-videoutgången ersattes av en Mini DisplayPort. Diskenheten ändrades också från en PATA-enhet till en snabbare SATA-enhet.
En revidering i mitten av 2009 hade något högre batterikapacitet och en snabbare Penryn CPU.

### Omformning (2010–2017)

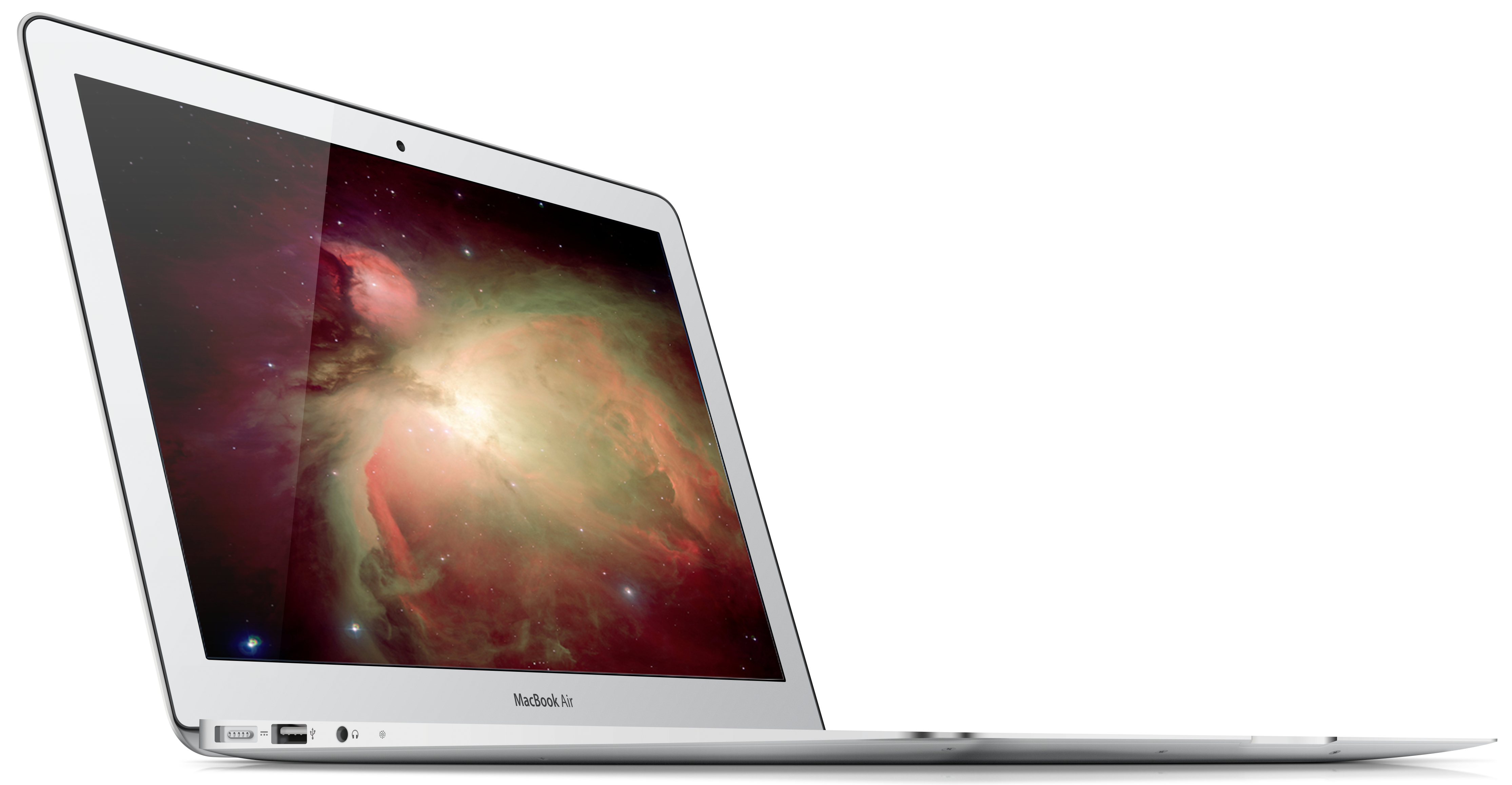
Vänster sida av en MacBook Air från mitten av 2012. Från vänster till höger, MagSafe 2 strömkontakt, USB-port, hörlursuttag och inbyggd mikrofon.

Den 20 oktober 2010 släppte Apple en omformad 13,3-tums modell med ett koniskt hölje, högre skärmupplösning, förbättrad batteritid, en andra USB-port, stereo-högtalare och standard SSD-lagring. En 11,6-tums modell introducerades med lägre kostnad, vikt, batteritid och prestanda jämfört med 13,3-tums modellen, men bättre prestanda än typiska netbookar från den tiden. Både 11-tums och 13-tums modeller hade en analog ljudutgång/hörlursminijack som stödde Apple-öronsnäckor med en mikrofon. Den 13-tums modellen fick en SDXC-kompatibel SD-kortplats.
Den 20 juli 2011 släppte Apple uppdaterade modeller, som också blev Apples instegsmodeller på grund av sänkta priser och att den vita MacBook samtidigt avbröts. Modellerna från mitten av 2011 uppgraderades med Sandy Bridge dual-core Intel Core i5- och i7-processorerna, Intel HD Graphics 3000, bakgrundsbelysta tangentbord, Thunderbolt och Bluetooth uppgraderades till v4.0. Maximala lagringsalternativ ökade till 256 GB. Denna revidering ersatte även Expose (F3)-tangenten med en Mission Control-tangent och Dashboard (F4)-tangenten med en Launchpad-tangent.
Den 11 juni 2012 uppdaterade Apple linjen med Intel Ivy Bridge dual-core Core i5- och i7-processorerna, HD Graphics 4000, snabbare minnes- och flashlagerhastigheter, USB 3.0, en uppgraderad 720p FaceTime-kamera och en tunnare MagSafe 2-laddningsport. Den standardmässiga minnet uppgraderades till 4 GB, med en maximal konfiguration på 8 GB.
Den 10 juni 2013 uppdaterade Apple linjen med Haswell-processorer, Intel HD Graphics 5000 och 802.11ac Wi-Fi. Lagring började på 128 GB SSD, med alternativ för 256 GB och 512 GB. Haswell förbättrade markant batteritiden jämfört med föregående generation, och modellerna klarade av 9 timmar på 11-tums modellen och 12 timmar på 13-tums modellen; ett granskningsteam överträffade förväntade batterilivslängd under sina tester.
I mars 2015 uppdaterades modellerna med Broadwell-processorer, Intel HD Graphics 6000, Thunderbolt 2 och snabbare lagrings- och minneshastigheter.
11-tums modellen avbröts i oktober 2016. Under 2017 fick 13-tums modellen en ökning av processorhastigheten från 1,6 GHz till 1,8 GHz. Modellen från 2017 var tillgänglig för försäljning efter att Apple lanserade nästa generation 2018. Den avbröts i juli 2019. Innan den avbröts var den Apples sista bärbara dator med USB Type-A-portar, en icke-Retina display, och en bakgrundsbelyst bakre Apple-logotyp.

### Retina (2018–2020)
Den 30 oktober 2018 släppte Apple en ny MacBook Air med Amber Lake-processorer, en 13,3-tums Retina-skärm med en upplösning på 2560x1600 pixlar, Touch ID, och två kombinerade USB-C 3.1 gen 2/Thunderbolt 3-portar samt en ljuduttag. Skärmen visar 48% fler färger och ramarna är 50% smalare än föregående generation, samtidigt som den tar upp 17% mindre volym. Tjockleken minskades till 15,6 mm (0,61 tum) och vikten till 1,25 kilogram (2,76 pund). Den fanns tillgänglig i tre utföranden: silver, rymdgrå och guld. Till skillnad från föregående generation kunde denna modell inte konfigureras med en Intel Core i7-processor, möjligen eftersom Intel aldrig släppte i7-8510Y CPU som skulle ha använts.
Den grundläggande modellen från 2018 levererades med 8 GB 2133 MHz LPDDR3 RAM, 128 GB SSD, Intel Core i5-processor (1,6 GHz grundfrekvens, med Turbo upp till 3,6 GHz) med Intel UHD Graphics 617.
Apple släppte uppdaterade modeller i juli 2019 med True Tone-skärmteknologi och ett uppdaterat fjärilsliknande tangentbord med samma komponenter som 2019 års MacBook Pro. En test visade att SSD:n med 256 GB i 2019 års modell har en lägre läshastighet med 35% än SSD:n med 256 GB i 2018 års modell, även om skrivhastigheten är något snabbare.
Uppdaterade modeller släpptes i mars 2020 med Ice Lake Intel Core i3, i5 och i7-processorer, uppdaterad grafik, stöd för 6K-utgång för att driva Pro Display XDR och andra 6K-skärmar, samt ersatte fjärilstangentbordet med en design för Magic Keyboard som liknar den som först hittades i 2019 års 16-tums MacBook Pro.